# Гришчук, Андрей Дмитриевич
Андрей Дмитриевич Гришчук (13 января 1971) — российский футболист, полузащитник.
Воспитанник ДЮСШ Новомосковск. В 1990—1991 годах играл в чемпионате Тульской области за «Химик» Новомосковск. В 1992 году в чемпионате Молдавии сыграл 12 матчей за «Буджак» Комрат, затем вернулся в «Химик». В 1993 году команда под названием «Дон» стала выступать во второй лиге, где играла до 2007 года. Бо́льшую часть этого времени в команде был Гришчук, сыграв 302 матча, в которых забил 52 гола. В 1994—1995 годах играл за тульский «Арсенал», в 2002 — за Спартак-Орехово «Орехово-Зуево», половину сезона-2005 провёл в команде первого дивизиона «Петротрест» Санкт-Петербург.